# Medasina gleba
Medasina gleba är en fjärilsart som beskrevs av Swinhoe 1885. Medasina gleba ingår i släktet Medasina och familjen mätare. Inga underarter finns listade i Catalogue of Life.